# Aeroportul Regional DuBois
Aeroportul Regional DuBois (IATA: DUJ, ICAO: KDUJ, FAA LID: DUJ) este un aeroport din Pennsylvania, Statele Unite ale Americii ce deservește zona DuBois⁠(d). Aeroportul a fost tranzitat în 2019 de 11.670 de pasageri. A fost numit după zona deservită.
Situat la o altitudine de 554 m, aeroportul dispune de 1 pistă.

## Infrastructură

### Piste
Aeroportul dispune de o singură pistă. Pista 07/25 are suprafața de asfalt și dimensiunile 5.503 picioare × 100 picioare. 